# Österreich Institut
L'Österreich Institut è un istituto al servizio della politica culturale internazionale dell'Austria, che promuove corsi di lingua tedesca per stranieri e fornisce materiale per l'insegnamento del tedesco e della cultura austriaca.
Fu fondato nel 1997, originariamente per riprendere i servizi di corsi di tedesco impartiti in passato principalmente dalle ambasciate e i consolati austriaci.
L'Österreich Institut è dislocato in 8 località europee: Belgrado, Brno, Bratislava, Breslavia, Budapest, Cracovia, Lubiana, Roma e Varsavia.